# Ołtarz Gandawski

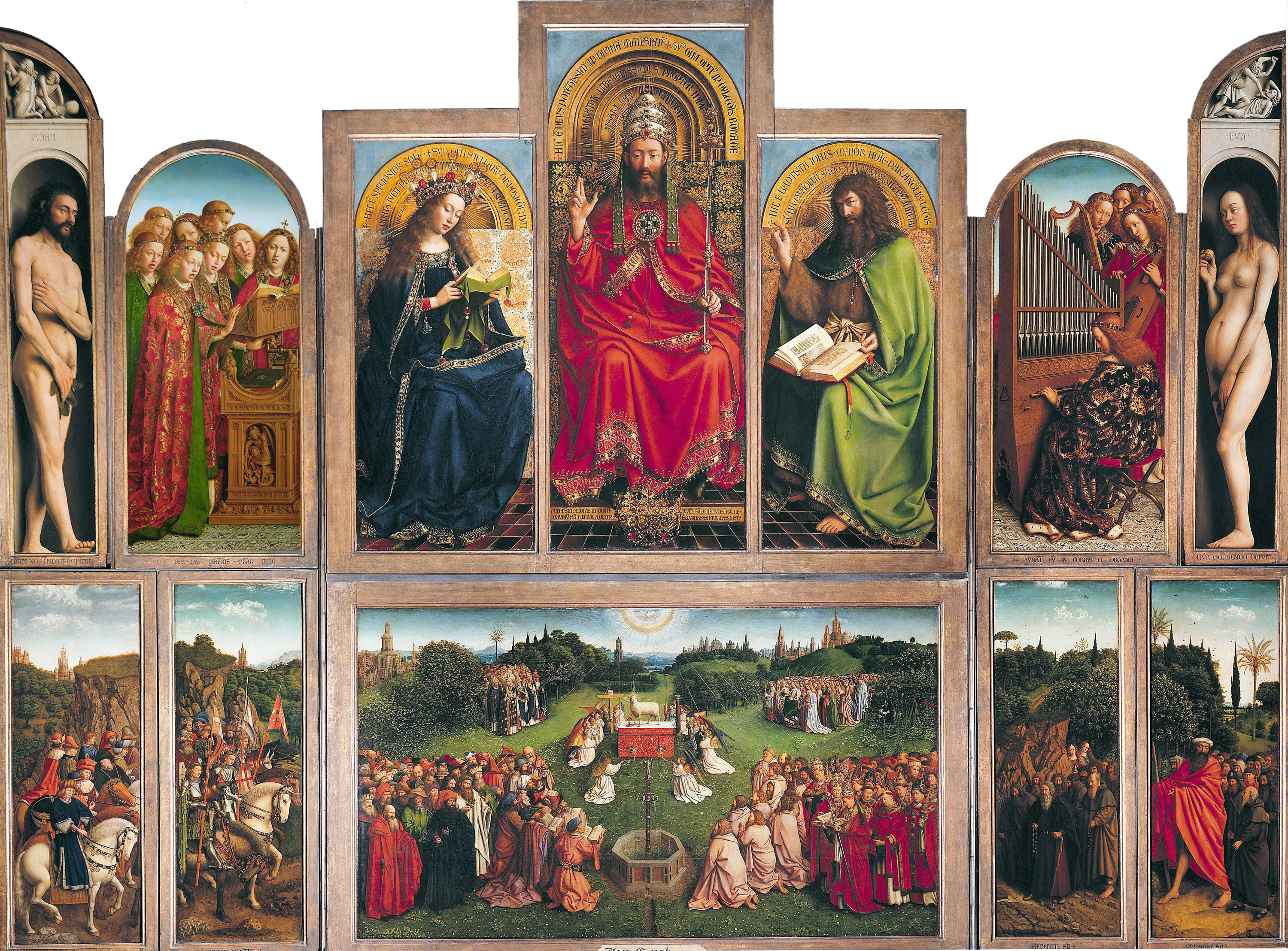
Widok na otwarty poliptyk

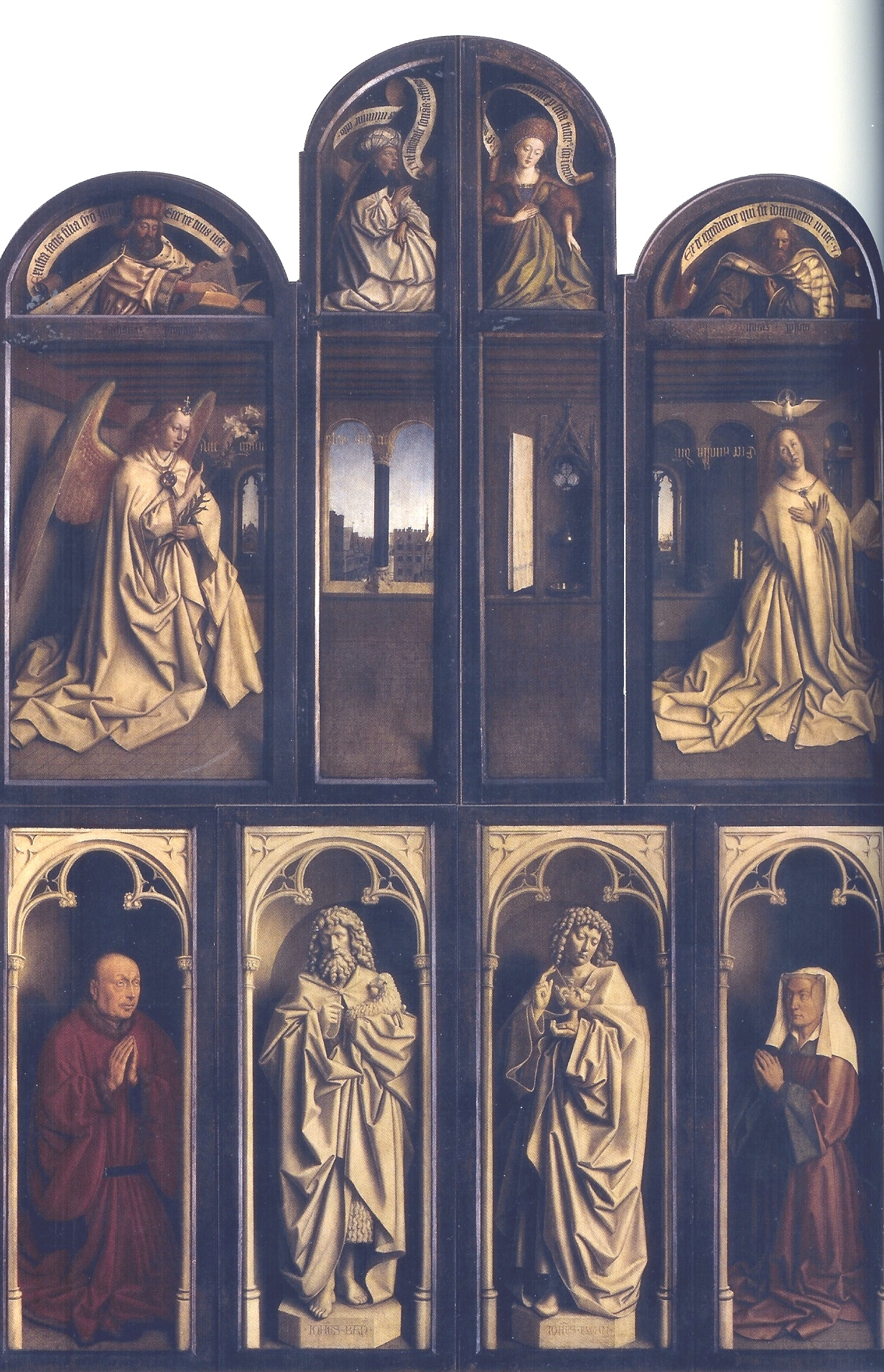
Zamknięty poliptyk

Ołtarz Gandawski lub Adoracja Mistycznego Baranka (nid. Het Lam Gods) – złożony poliptyk tablicowy dużych rozmiarów, który początkowo był umieszczony w kaplicy Joosta Vijdta w katedrze św. Bawona w Gandawie, ale później ze względów bezpieczeństwa przeniesiono go w inne miejsce katedry. Zamówiony przez zamożnego kupca i finansistę Joosta Vijdta, wykonany przez Huberta i Jana van Eycków, ukończony w 1432. Głównym tematem dzieła jest odkupienie ludzkości przez ofiarę Chrystusa.
Nastawa ołtarzowa składa się z 12 tablic w dwóch rzędach, osiem z nich jest malowanych po obu stronach. Przedstawiono na nich łącznie ponad 250 postaci. Górny frontowy rząd pokazuje Chrystusa Króla w otoczeniu Najświętszej Maryi Panny i Jana Chrzciciela. Wnętrza skrzydeł przedstawiają grające i śpiewające anioły, a na zewnątrz Adama i Ewę. Dolna część frontowej tablicy pokazuje adorację Baranka Bożego z ludźmi płynącymi ku uwielbieniu, nadzorowanymi przez gołębicę symbolizującą Ducha Świętego. W tygodniu skrzydła ołtarza były zamknięte, pokazując Zwiastowanie Maryi oraz portrety Joosta Vijdta i jego żony Lysbette Borluut.
Na ołtarzu dawniej znajdował się napis (skopiowany w ok. 1620) głoszący, że Hubert van Eyck maior quo nemo repertus (większy niż ktokolwiek) zaczął ten ołtarz, ale Jan van Eyck – nazywający sam siebie arte secundus (drugim najlepszym w sztuce) – skończył go w 1432. Szeroko dyskutowano o autentyczności tej sygnatury. Historycy sztuki występujący w obronie autorstwa Huberta usiłowali odróżnić partie malowane przez każdego z braci. Zadanie to okazało się niemożliwe do wykonania, gdyż nie zachowały się żadne, dostatecznie pewne, prace Huberta van Eycka. Ponadto Ołtarz gandawski był wielokrotnie (więcej niż 15 razy) odnawiany, konserwowany i zmieniany przez późniejsze dodatki (chociażby przez wyobrażenie wieży z Utrechtu). W wyniku tych wszystkich zmian wygląd dzieła, które możemy oglądać dziś, daleki jest od początkowego stanu.
Oryginalna dolna lewa tablica znana pod nazwą „Sędziowie Sprawiedliwi” została skradziona w 1934 i nigdy jej nie odnaleziono. Została zastąpiona kopią wykonaną w 1945 przez Jefa Vandervekena.

## Górne frontowe tablice

### Trzy środkowe figury
Trzy środkowe górne tablice ukazują Maryję Dziewicę po lewej i Jana Chrzciciela po prawej stronie, natomiast tożsamość środkowej postaci jest niejasna i była przedmiotem wielu debat. Wizerunek ten zawiera wyraźne elementy tradycyjnie odnoszące się do Chrystusa, inne jednak wskazują na Boga Ojca. Wydaje się, że zamierzeniem van Eycka było namalowanie postaci, którą można identyfikować zarówno z Ojcem, jak i Synem, co nie było powszechne w średniowiecznym malarstwie gotyckim.

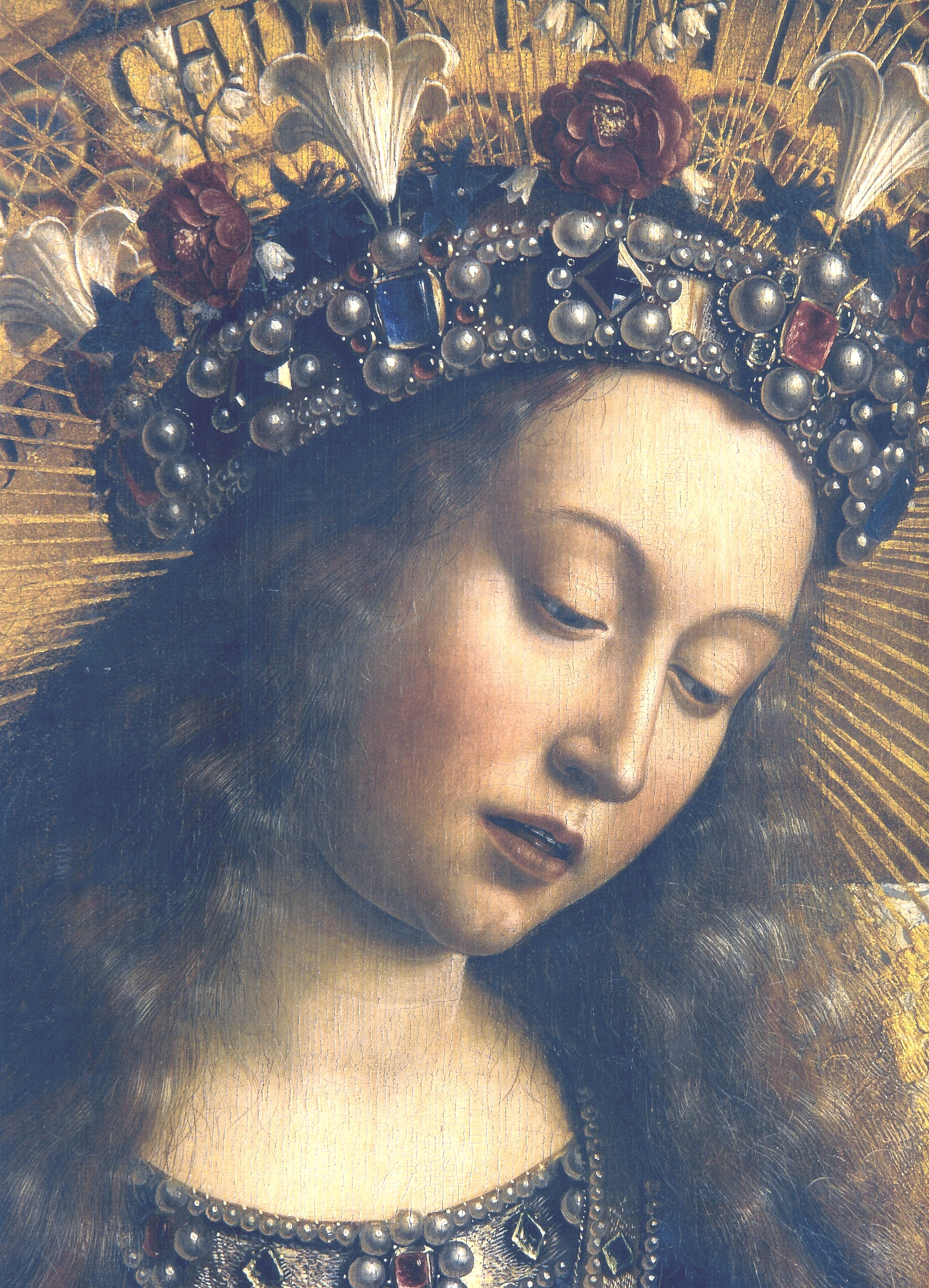
Maryja Dziewica
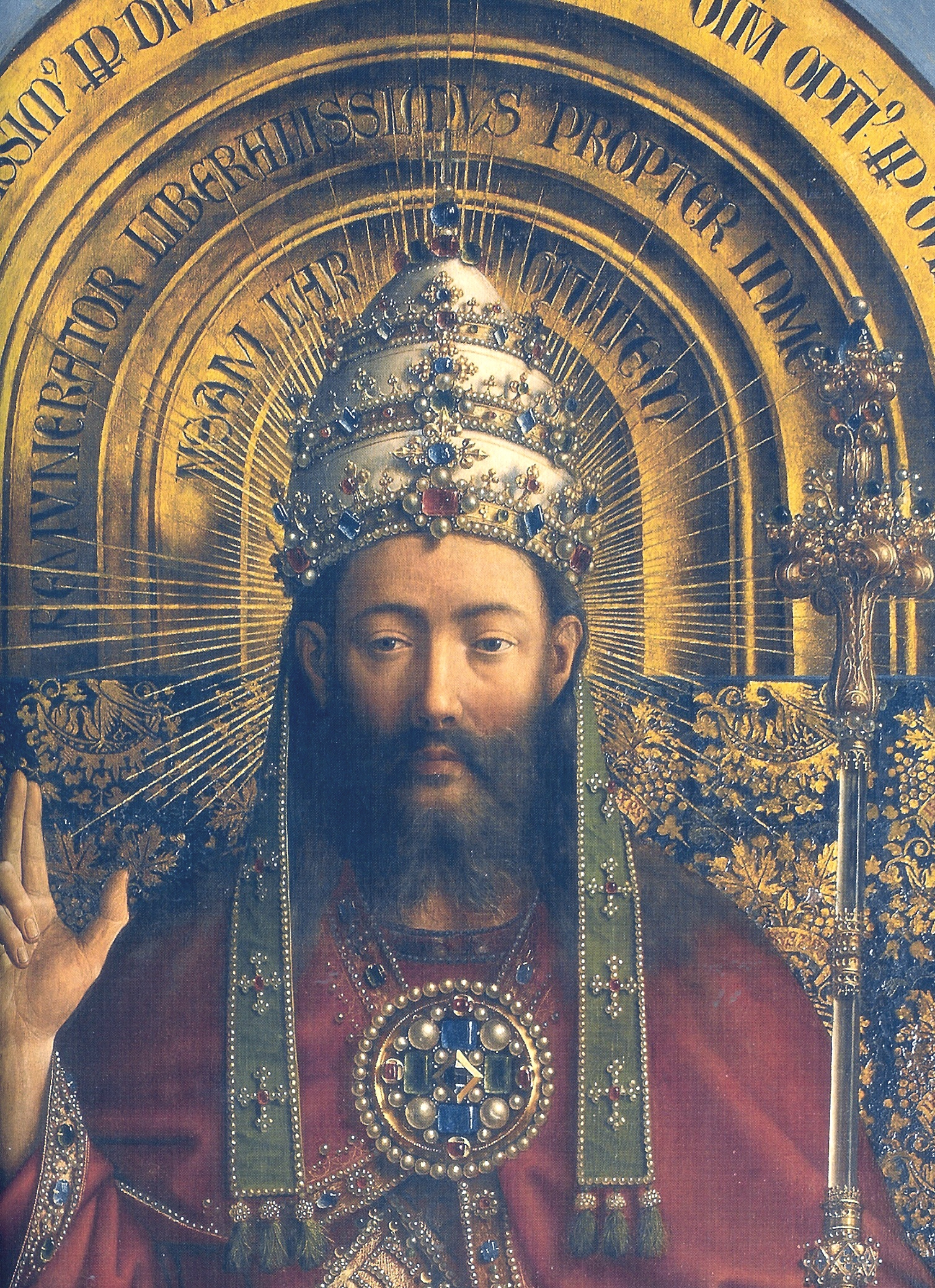
Bóg Ojciec / Jezus
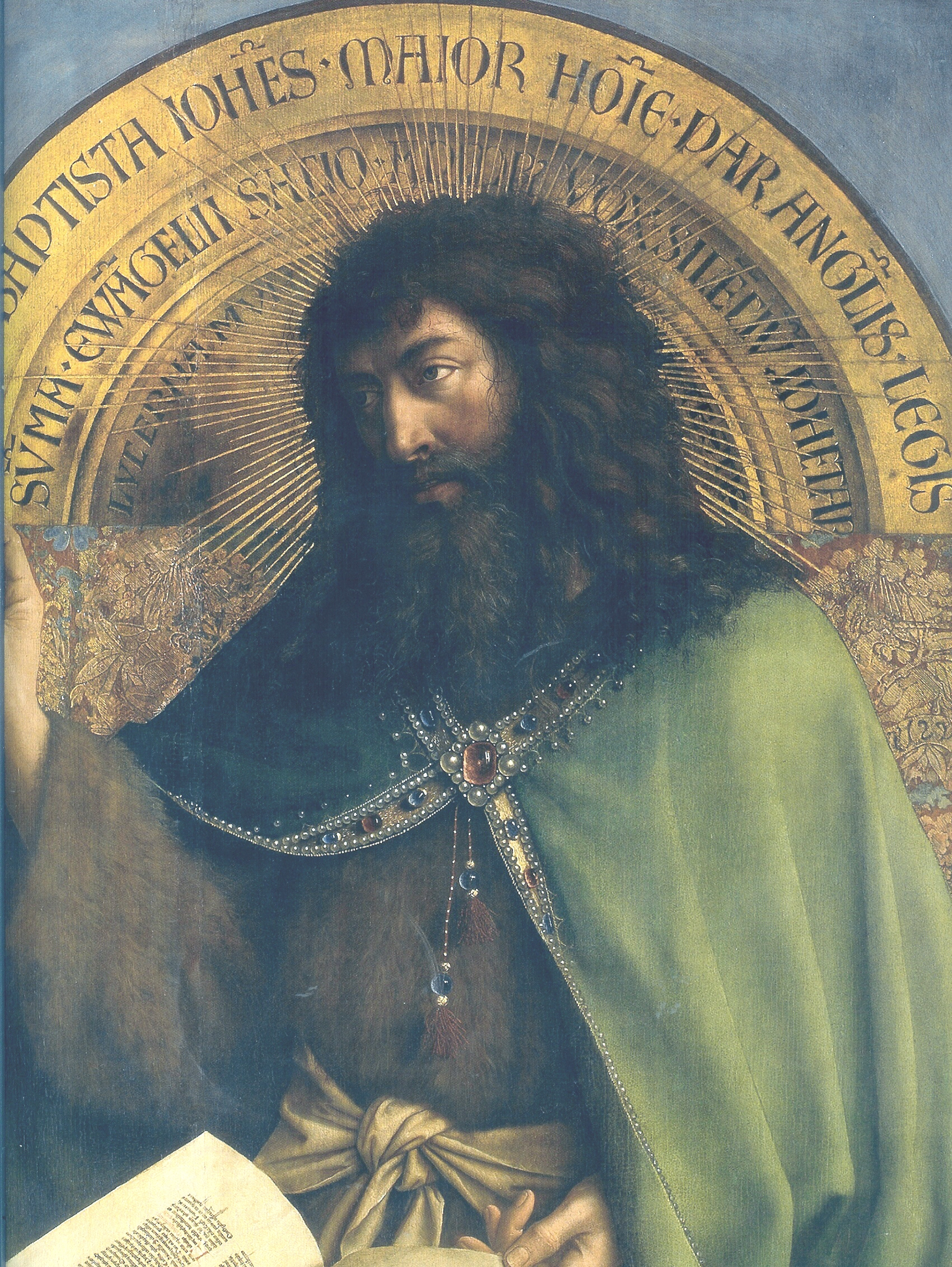
Jan Chrzciciel

### Śpiewające anioły
Trzy opisane wyżej postacie otoczone są przez grające i śpiewające anioły. Ubrania, instrumenty i podłoga są pokazane nadzwyczaj szczegółowo. Hymnały z tej epoki zawierały instrukcje dotyczące wyrazu twarzy, jaki należało przybrać, wydobywając konkretną nutę podczas śpiewu – stąd w wyniku szczegółowej analizy historycy sztuki byli w stanie określić, jaką nutę śpiewa każdy z aniołów. Nawet organy, przy których siedzi św. Cecylia zostały namalowane w takich szczegółach, że nowocześni muzykolodzy byli w stanie odtworzyć grającą kopię tych organów. Patrząc na niezwykle ekspresyjne twarze śpiewających aniołów, odnosi się wrażenie, że jest to śpiew polifoniczny, doskonale zharmonizowany ze sceną Adoracji Baranka Mistycznego. Na uwagę zasługuje brak skrzydeł u aniołów, co może wynikać z chęci przedstawienia jak największej liczby tych istot na ograniczonej przestrzeni.

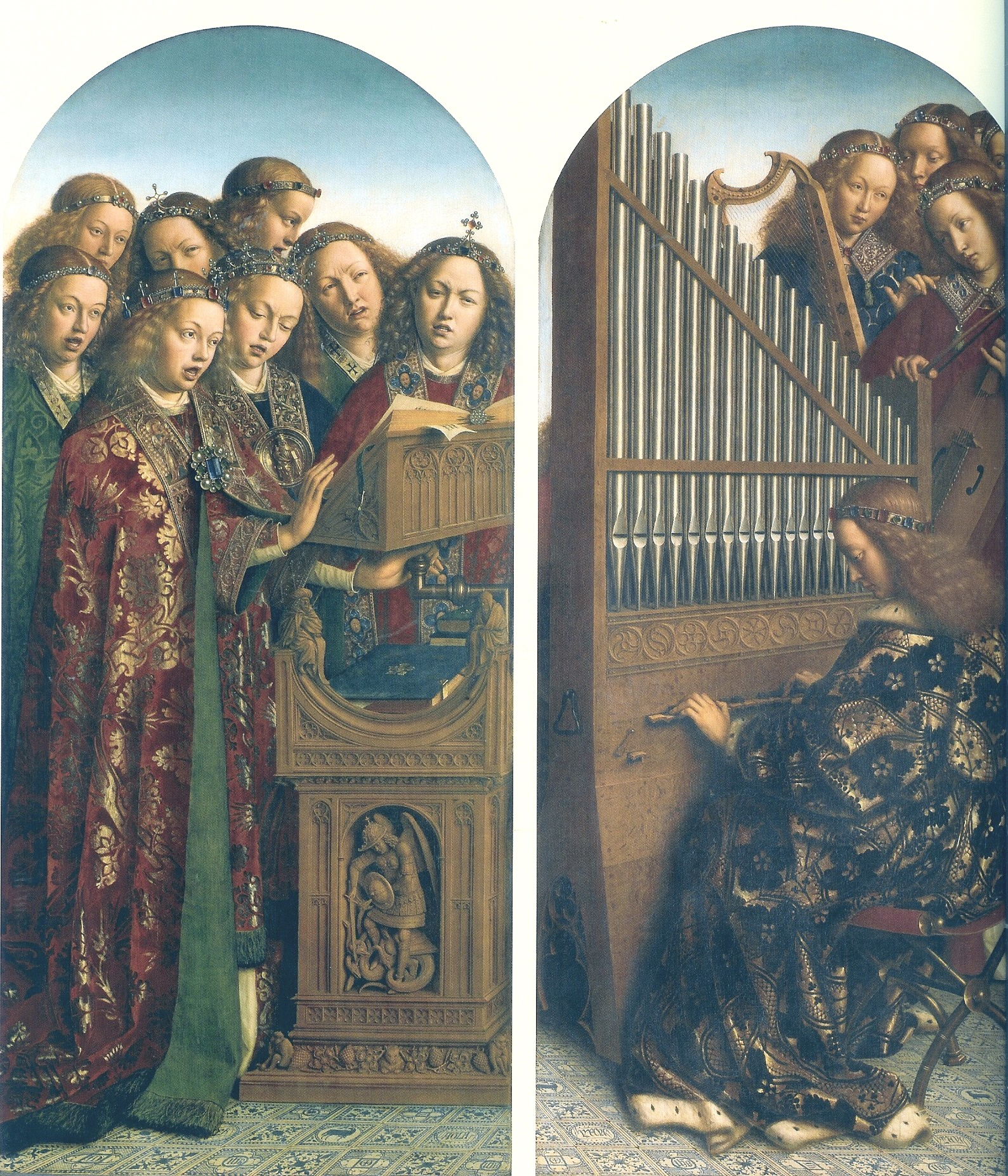
Anioły
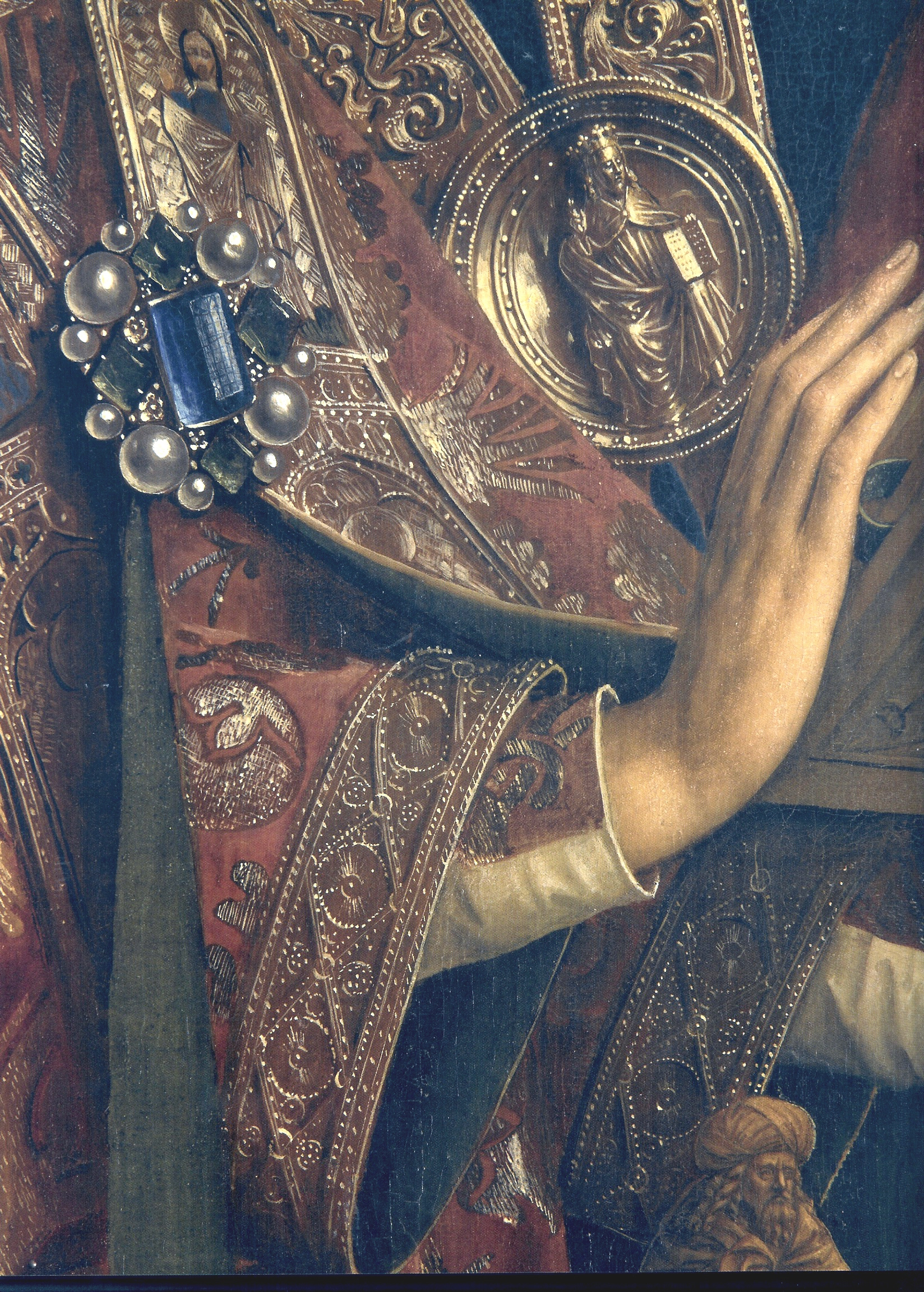
Anioły – detale

### Adam i Ewa, Kain i Abel
Górne frontowe tablice pokazują Adama i Ewę (odpowiednio po lewej i prawej stronie), oboje zwróceni twarzą do środka. Przykrywają się liśćmi, a Ewa trzyma owoc, który nie jest tradycyjnym jabłkiem, a małym cytrusem. Adam wydaje się wchodzić z zewnątrz obrazu dając wrażenie trójwymiaru.
Nad nimi znajdują się wykonane w technice en grisaille wyobrażenia Abla składającego Bogu ofiarę z pierwszej owieczki ze swojego stada, Kaina oddającego Panu część plonów oraz scena zamordowania Abla przez brata za pomocą kości osła, dlatego że, zgodnie z Biblią, Kain był zazdrosny o przychylność Boga. Van Eyck tworzył swe dzieła w taki sposób, że wyglądają jak posągi, dając głębi obrazowi.
W purytańskim XIX wieku nagie przedstawienie Adama i Ewy uchodziło za niedopuszczalne i tablice zostały zastąpione ubranymi reprodukcjami, które są wciąż na wystawie w kaplicy Vijdta.

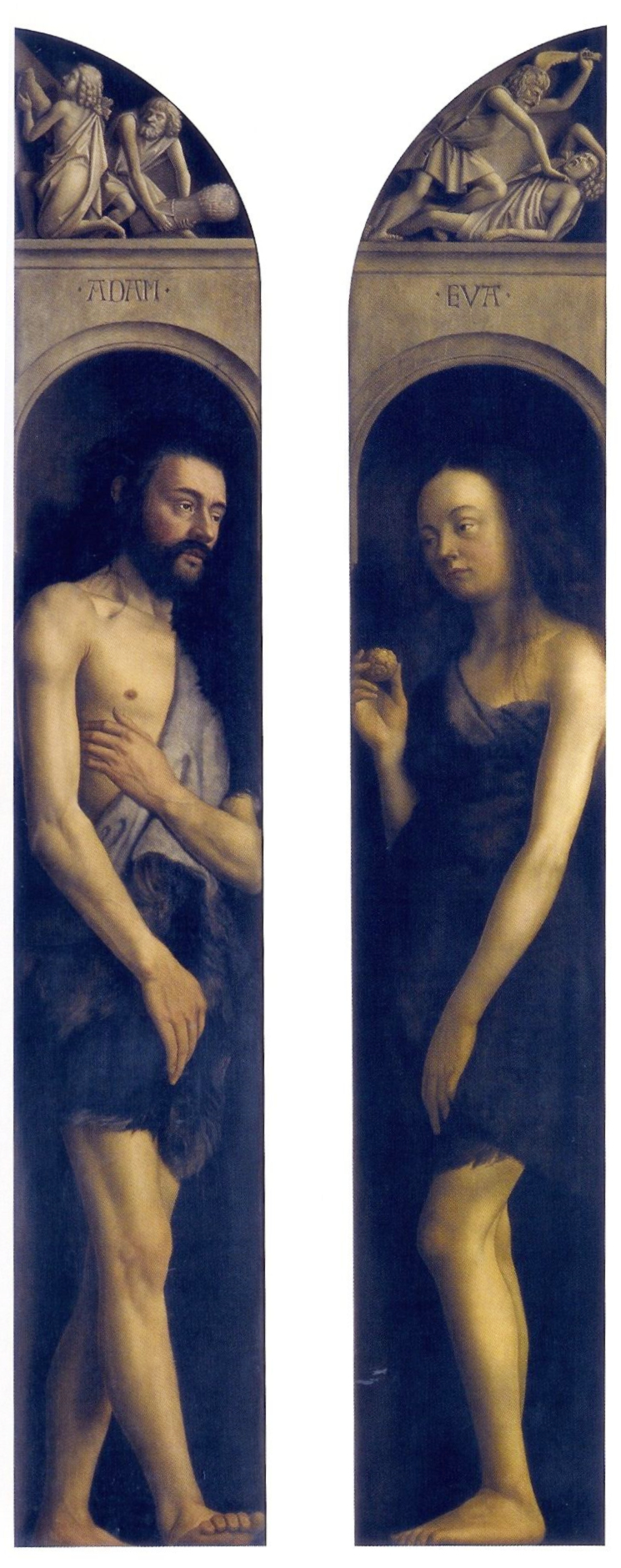
Ubrana reprodukcja Adama i Ewy

|  |  |
|  |  |

## Dolne frontowe tablice

### Dolna środkowa tablica
Dolne frontowe tablice pokazują adorację Baranka Bożego. Z głowy Baranka promieniuje światło, a z jego piersi wypływa krew napełniająca złoty kielich. Wokół klęczy czternaście aniołów z rękami złożonymi w geście modlitwy, dwóch z nich okadza ołtarz. Scenę oświetla gołębica symbolizująca Ducha Świętego. Z przodu woda z fontanny (wyobrażenie Źródła Życia Wiecznego) wpływa do strumyka, którego dno przykryte jest klejnotami.
Na pierwszym planie po lewej widać grupę żydowskich uczonych trzymających Świętą Księgę. Za nimi są poganie, którzy przybyli z całego świata, co widać po ich orientalnych twarzach i różnych typach kapeluszy i czapek. Figura w bieli to prawdopodobnie Wergiliusz, który był czasami uważany za chrześcijanina avant-la-lettre. Po prawej widać dwunastu apostołów a za nimi świętych i papieży. Wśród świętych można rozpoznać św. Szczepana niosącego kamienie, którymi został ukamienowany.
W tle widać męczenników, mężczyzn po lewej i kobiety po prawej, wszyscy niosą męczeńskie palmy. Niektóre z kobiet można rozpoznać dzięki atrybutom (np. św. Barbarę z wieżą). W dali rozciąga się krajobraz "nowego Jeruzalem".
Kompozycja jest symetryczna z osią przebiegającą od gołębicy przez Baranka do Źródła. Promienie światła, którym emanuje gołębica, wyznaczają linie perspektywiczne.
|  |  |  |

### Dolne tablice boczne
Po bokach widzimy kolejne grupy ludzi. Dwie tablice po lewej pokazują "Sędziów Sprawiedliwych" i "Rycerzy Chrystusa". Po prawej widać pustelników i pielgrzymów, pośród których stoi św. Krzysztof, patron podróżników.
Zewnętrzna lewa tablica Sędziowie Sprawiedliwi została skradziona w 1934. Mimo że kilku ludzi twierdziło, że zna miejsce ukrycia obrazu, nigdy nie został on odzyskany i uważa się, że uległ zniszczeniu. W 1945 został zastąpiony kopią wykonaną przez Jefa Vandervekena.

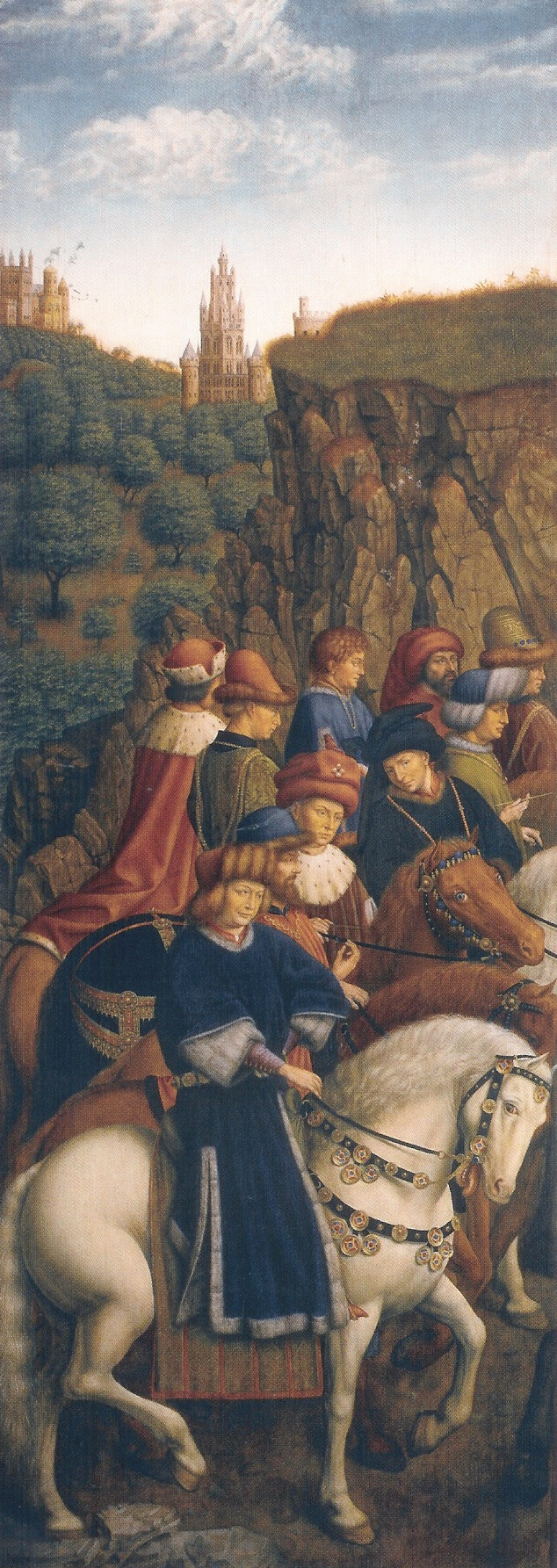
Kopia Sędziów Sprawiedliwych
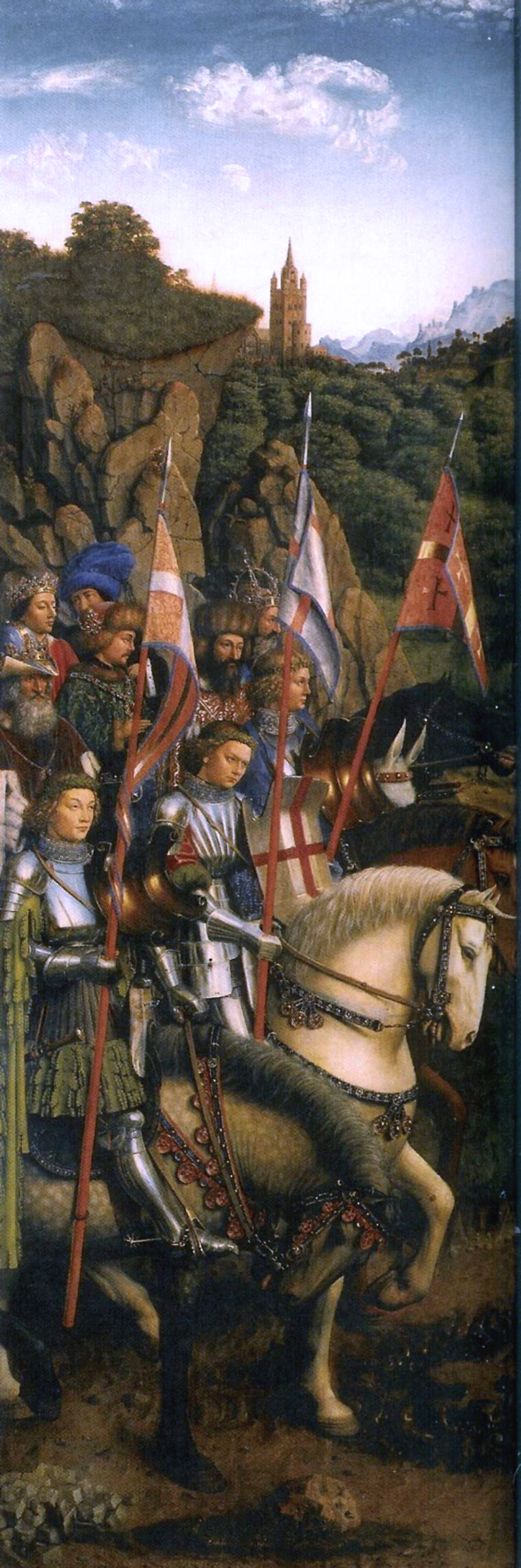
Rycerze Chrystusa
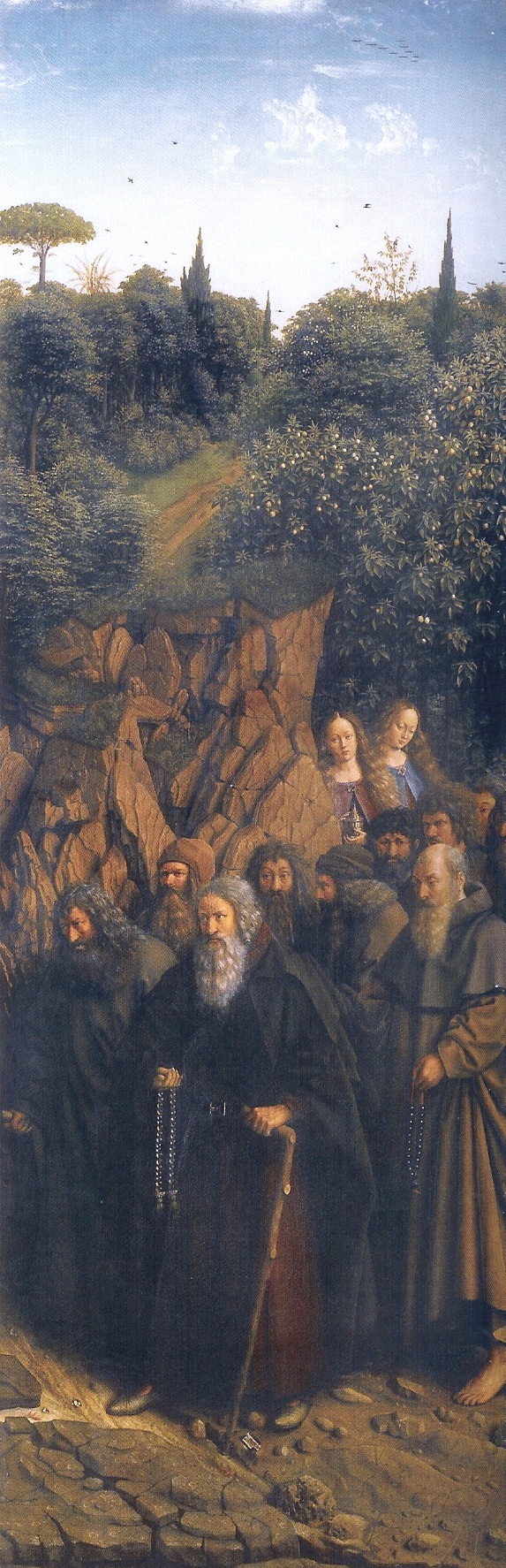
Pustelnicy
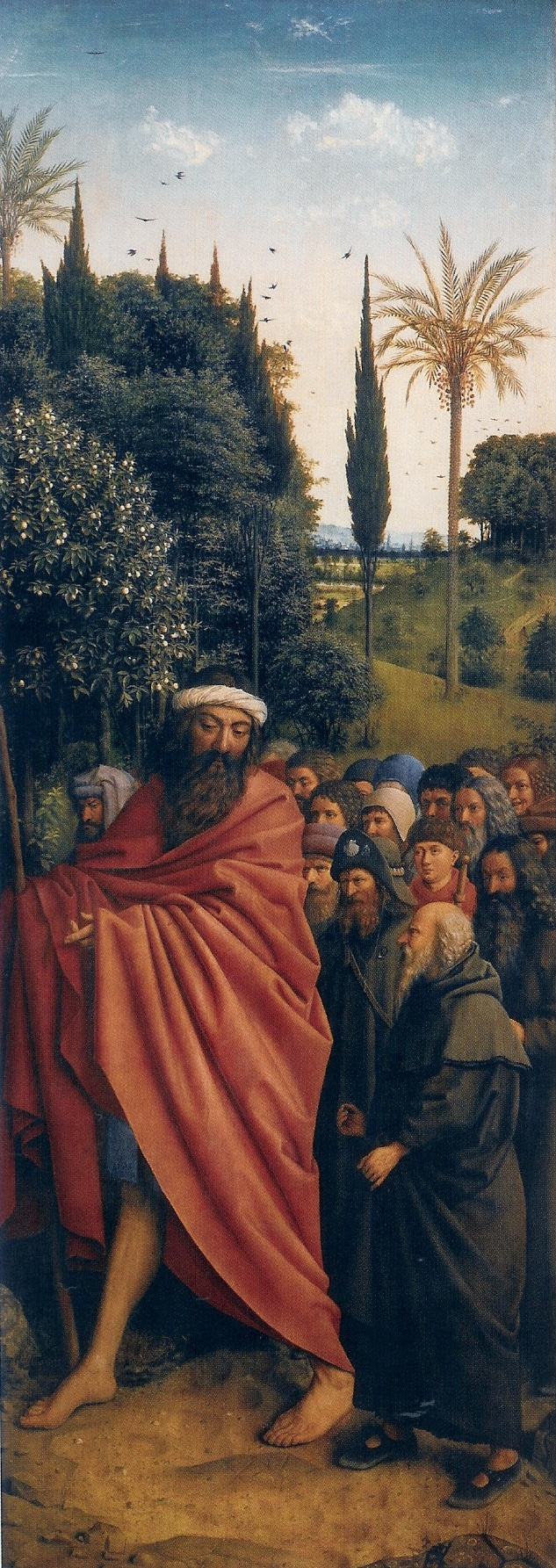
Pielgrzymi

### Detale
Van Eyck poświęca wiele uwagi zarówno pięknu ziemskich rzeczy, jak tematom religijnym. Ubrania i klejnoty, fontanna, natura otaczająca scenę, kościoły i krajobraz w tle, wszystko jest namalowane w nadzwyczajnych detalach. Pejzaż przedstawia ogromne bogactwo roślinności, w większości nieeuropejskiej.

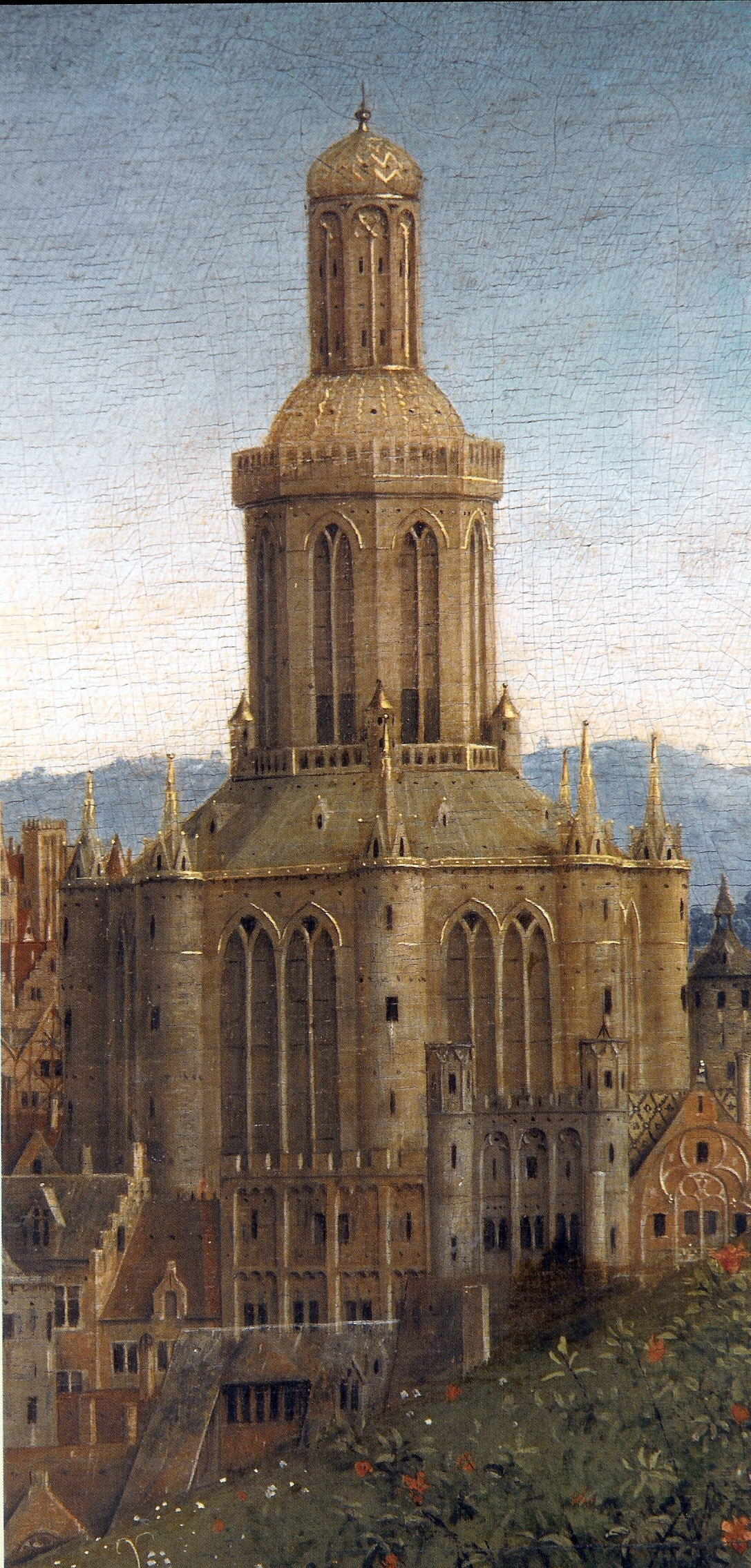
Kościół w lewym górnym rogu dolnej środkowej tablicy
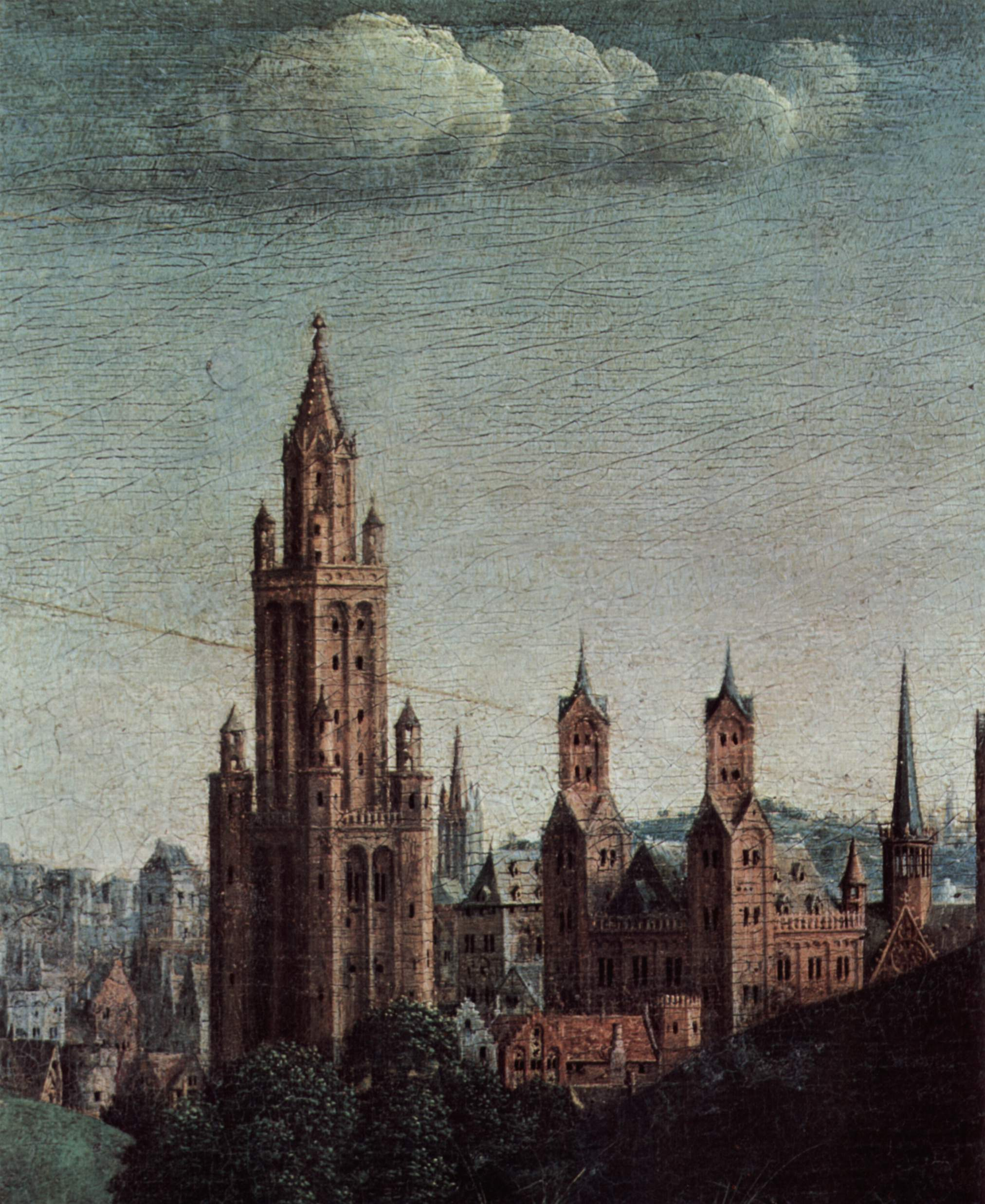
Kościoły w prawym górnym rogu dolnej środkowej tablicy
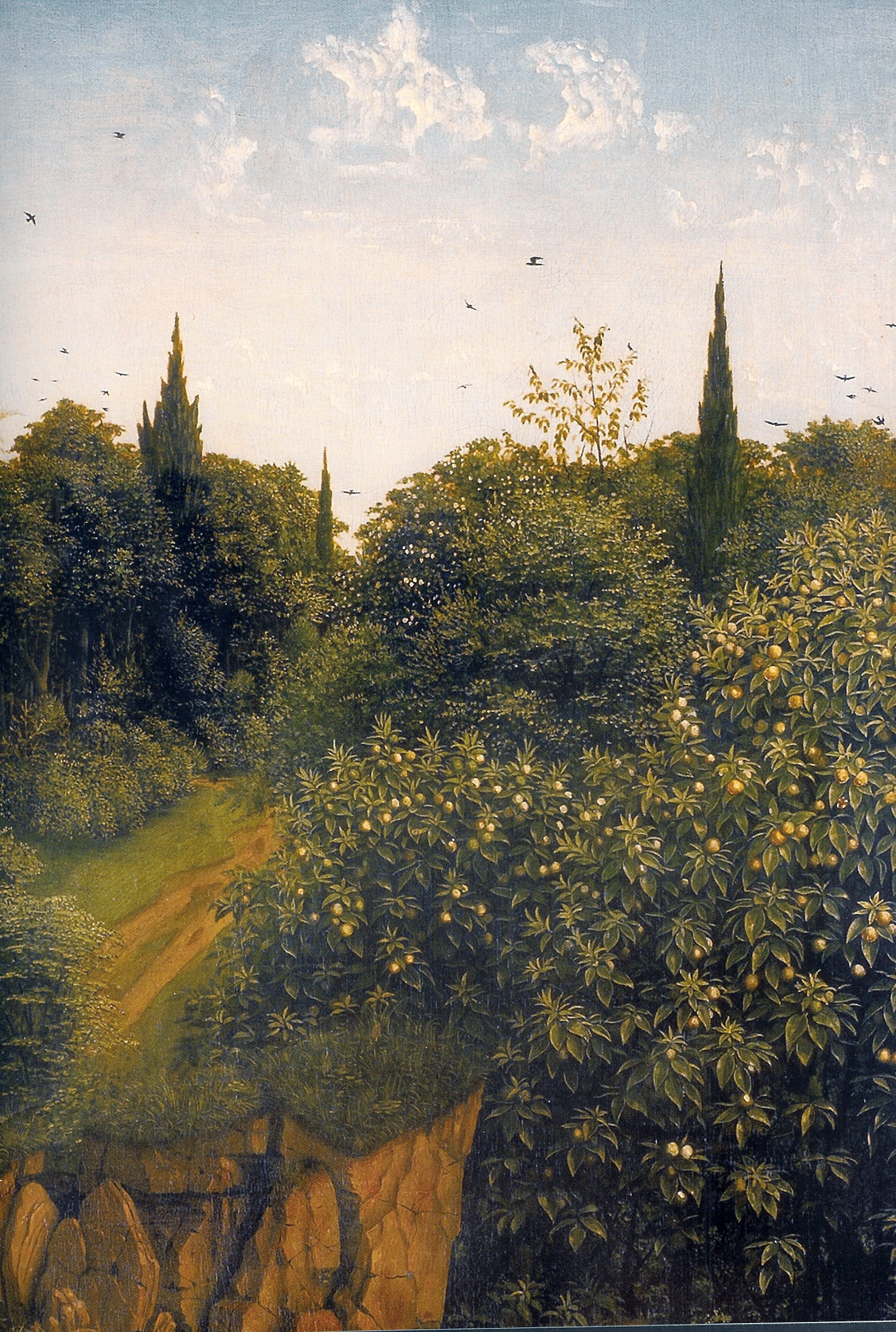
Horyzont pustelniczej tablicy
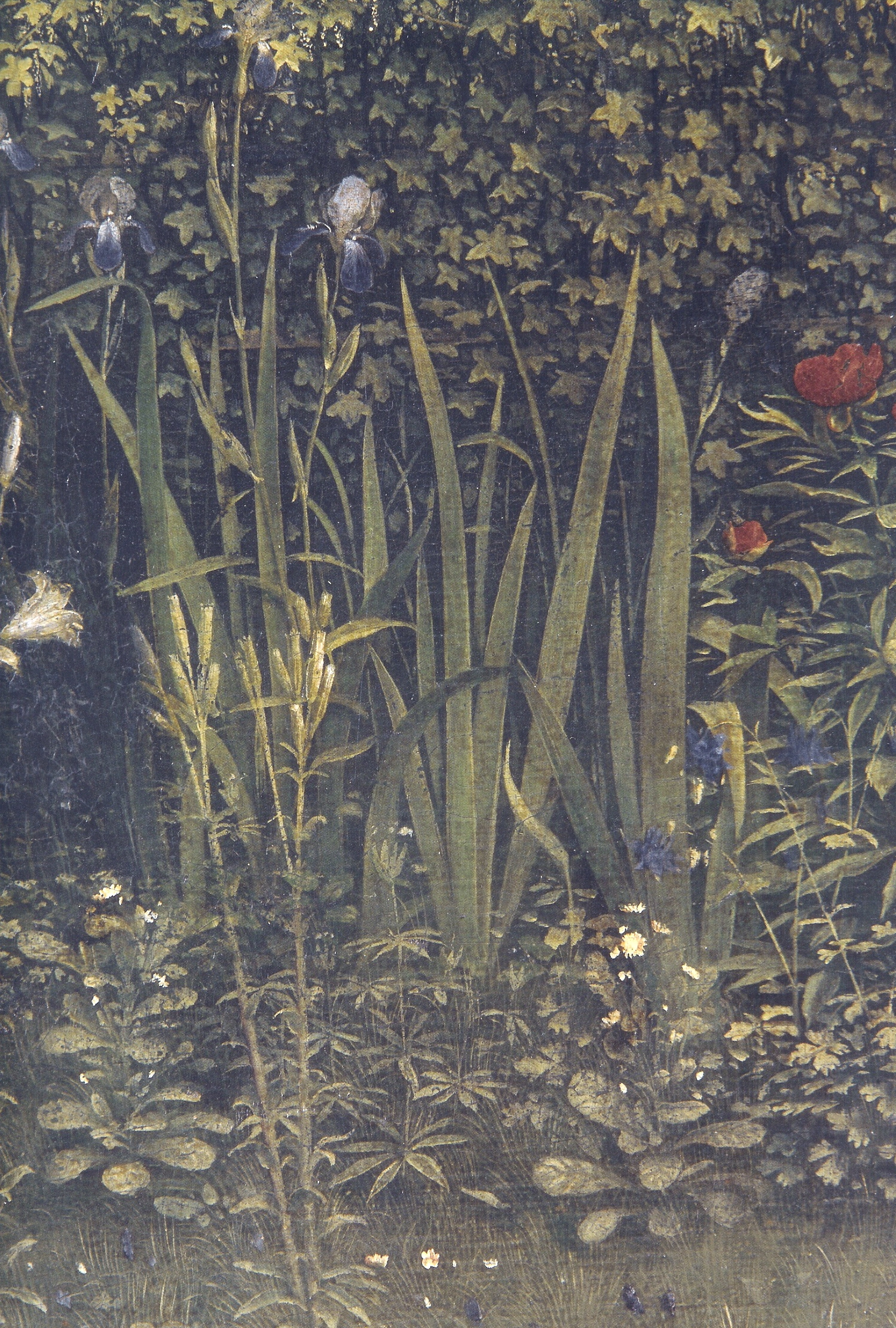
Tuziny rozpoznawalnych kwiatów

## Tylne tablice
Rewersy skrzydeł odwołują się do wydarzeń zapowiadających misterium Odkupienia – przypominają proroctwa, scenę Zwiastowania oraz postaci dwóch Janów (Chrzciciela i Ewangelisty). Na samej górze umieszczone zostały 4 kwatery z prorokami Zachariaszem i Micheaszem oraz z Sybillami Erytrejską i Kumańska.

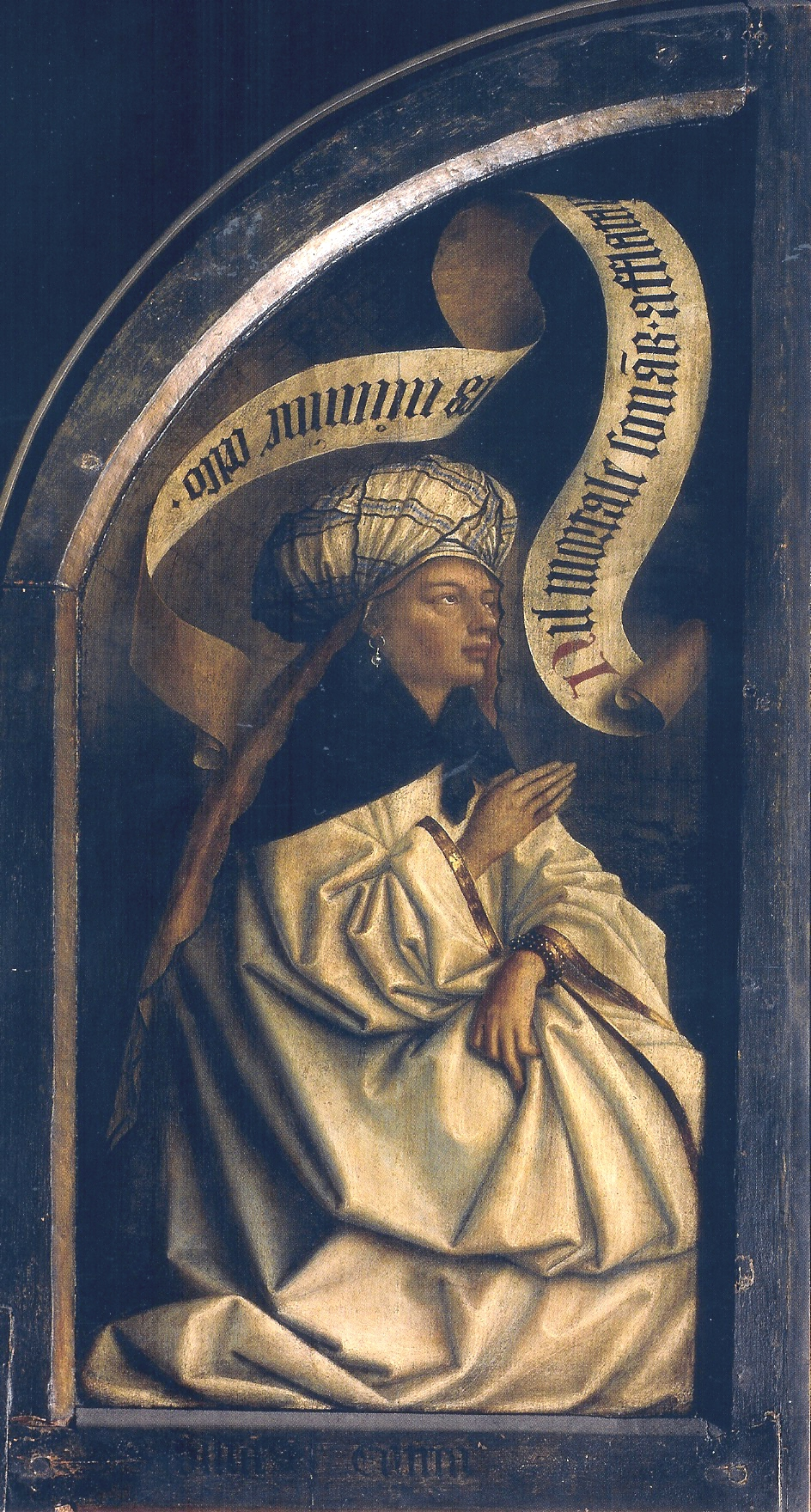
Sybilla Erytrejska
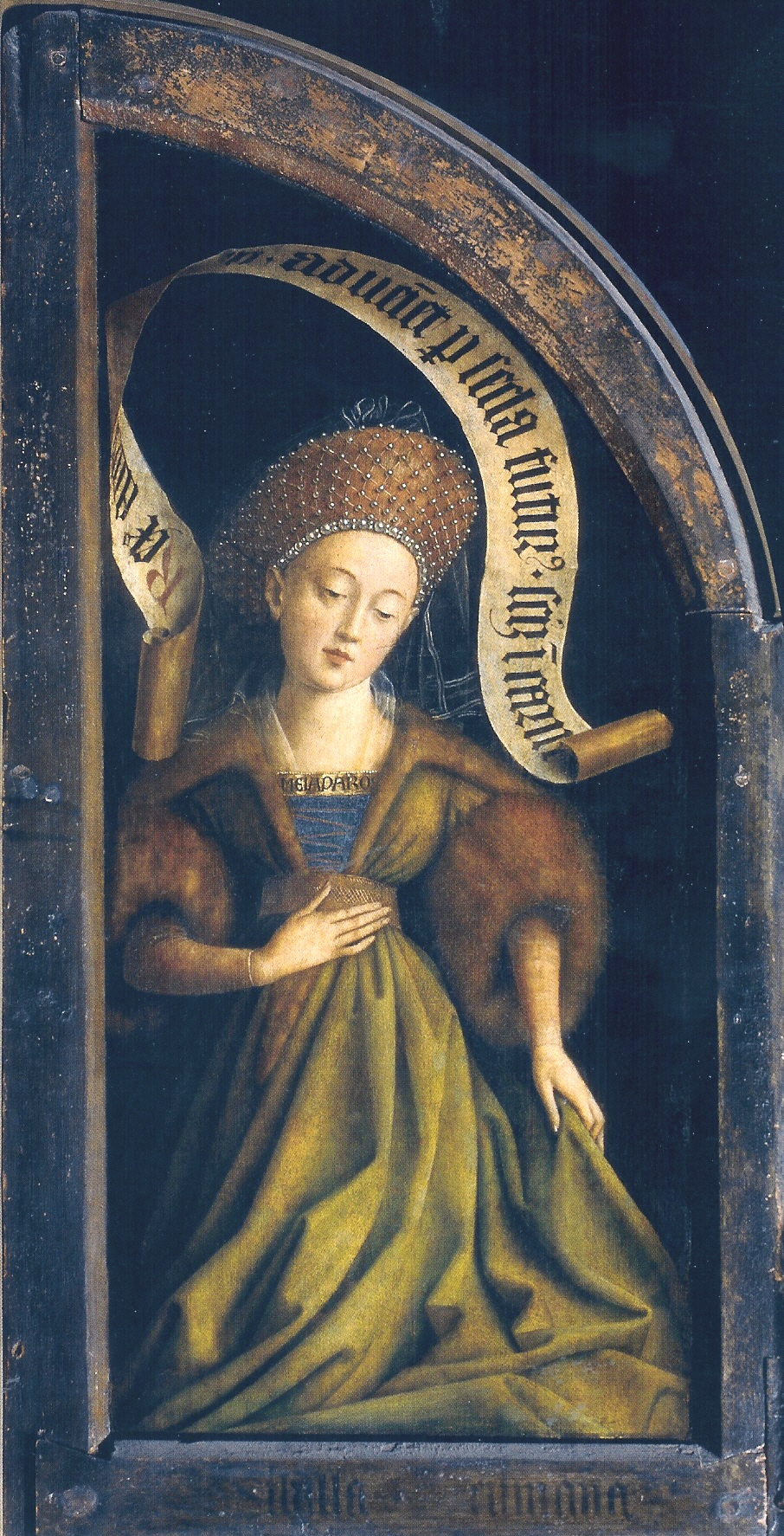
Sybilla Kumańska

### Zwiastowanie
Górne tablice przedstawiają Zwiastowanie. Po lewej widzimy wiadomość archanioła Gabriela, po prawej odpowiedź dana przez Marię (która jest napisana do góry nogami). Spekulowano, czy widok z okna był widokiem z pracowni van Eycka w Gandawie; to mogłoby wyjaśniać, gdzie żył i pracował.

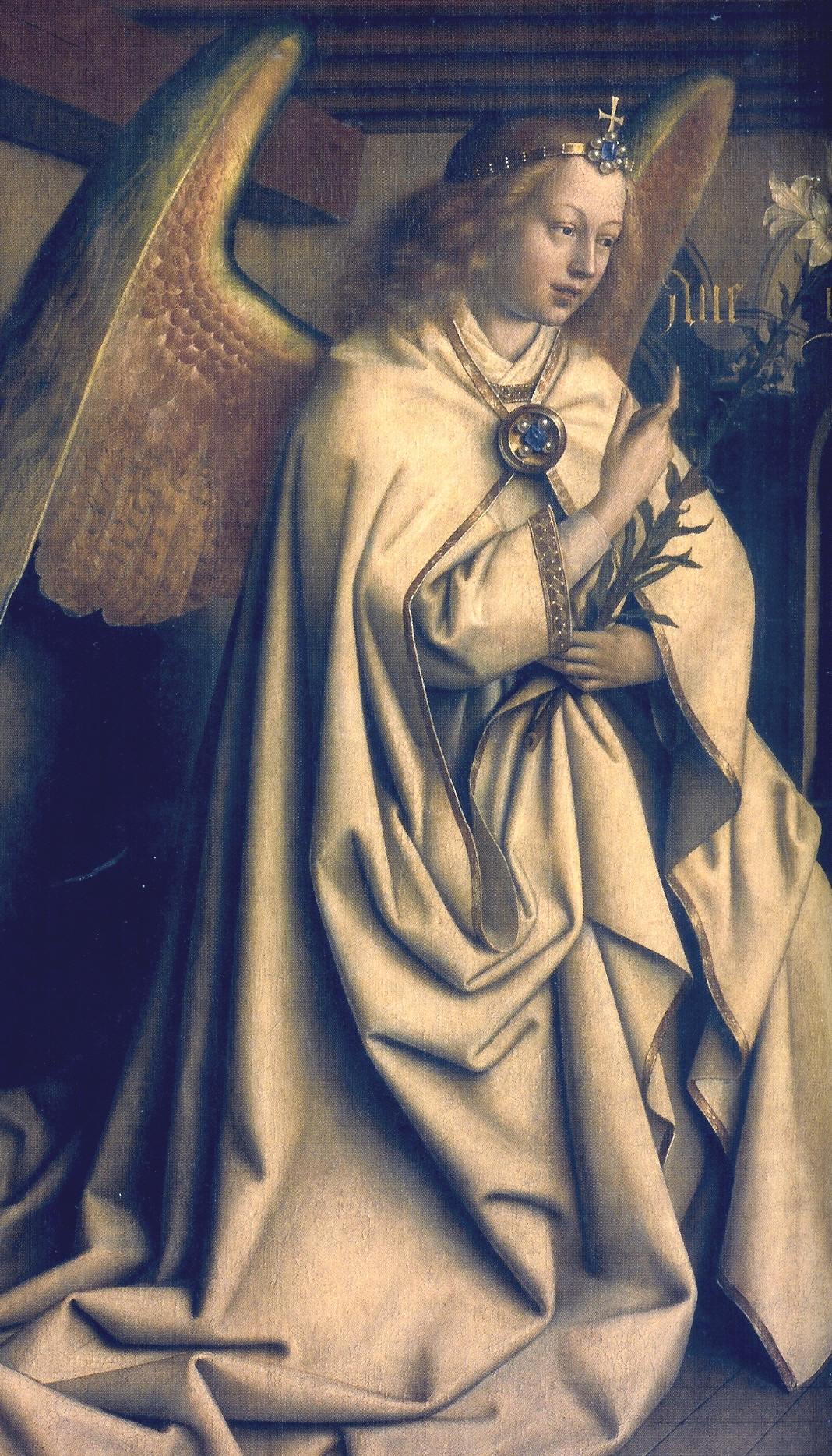
Archanioł Gabriel
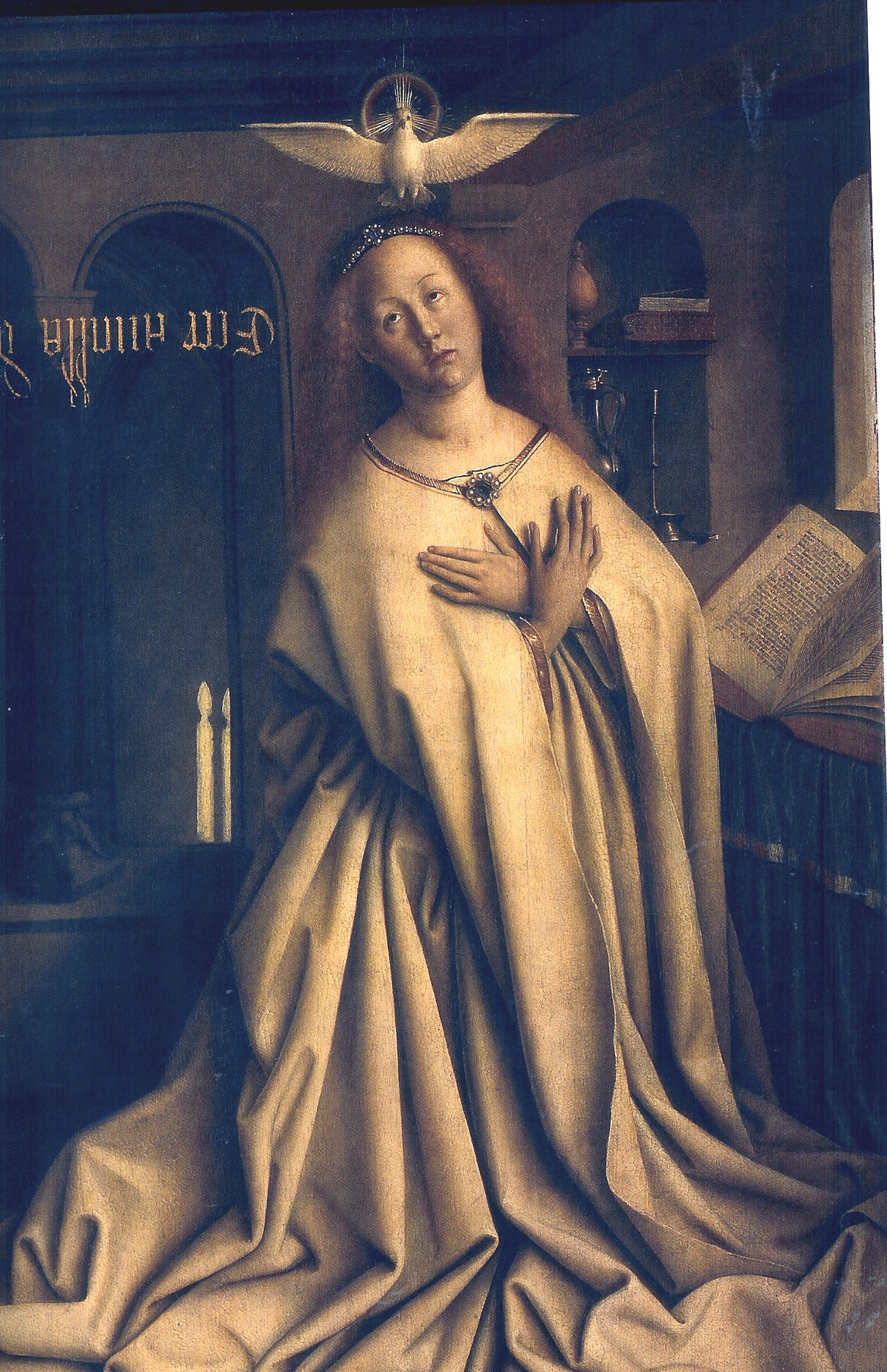
Maria

### Święci Jan Chrzciciel i Jan Ewangelista
W dolnej części pomiędzy portretami donatorów przedstawione zostały postaci świętych. Z lewej strony ukazany jest Jan Chrzciciel z barankiem na ręku (ponieważ zapowiadał przyjście Baranka – Chrystusa). Z prawej natomiast – Jan Ewangelista z kielichem, z którego wychodzą węże (według jednej z legend próbowano go otruć). Postaci te zostały namalowane w technice en grisaille.

Jan Chrzciciel
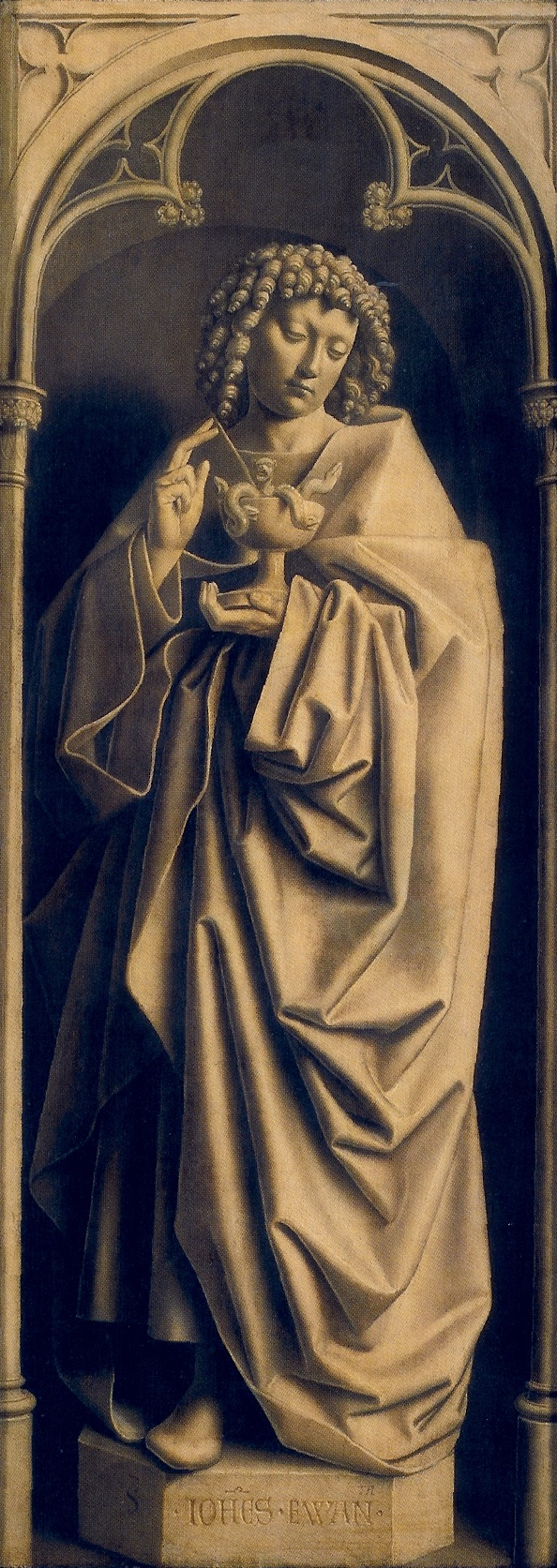
Jan Ewangelista

### Joos Vijdt i Lysbette Borluut
Joos Vijdt był bardzo zamożnym kupcem. Para była bezdzietna i próbowała żyć w odmienny sposób patronując temu monumentalnemu obrazowi.

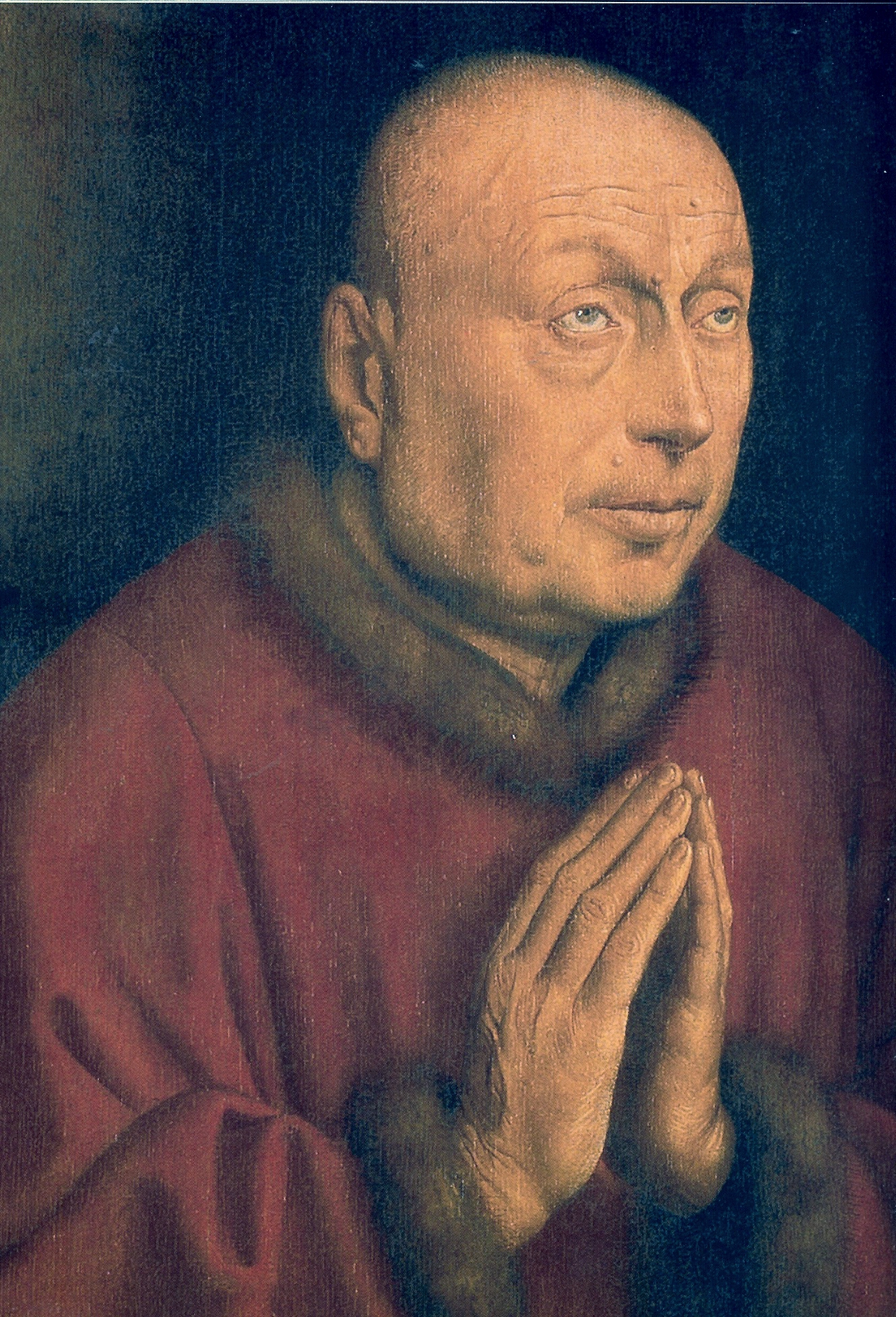
Joos Vijdt
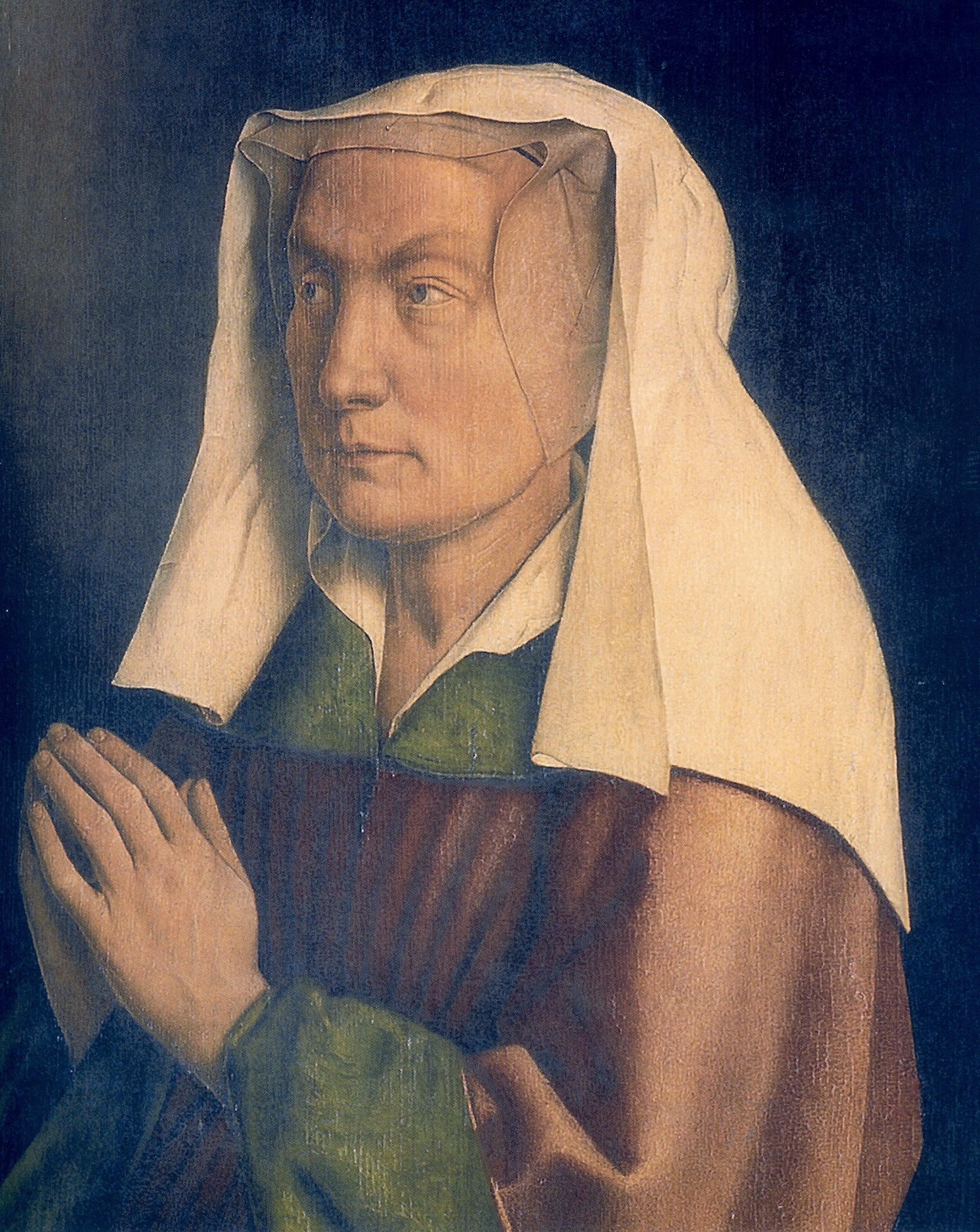
Lysbette Borluut